# Léiomyome
Un léiomyome (ou liomyome) est une tumeur bénigne formée de cellules musculaires lisses. Dans de rares cas, il peut produire des métastases, ; on parle alors de léiomyosarcome. 
L'étymologie du terme peut se scinder en un radical Leio-Lio du grec ancien λεῖος (leios) « lisse » suivi de Myo- du grec ancien μυός, muós, génitif de μῦς, mýs (Muscle) et du suffixe Ome du grec ancien -ωμα, -ôma désignant une tumeur, une production pathogène.

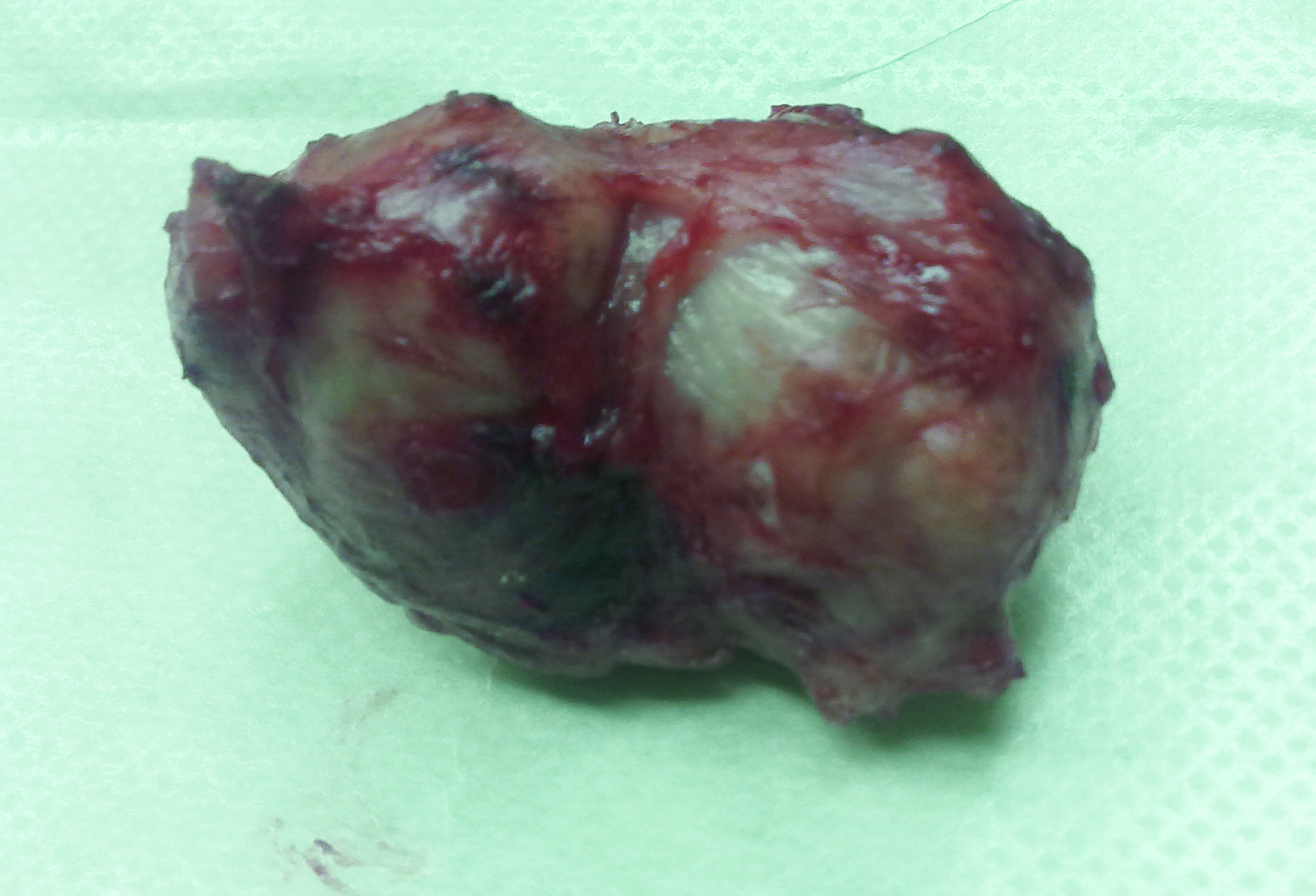
Léiomyome simple, vue externe

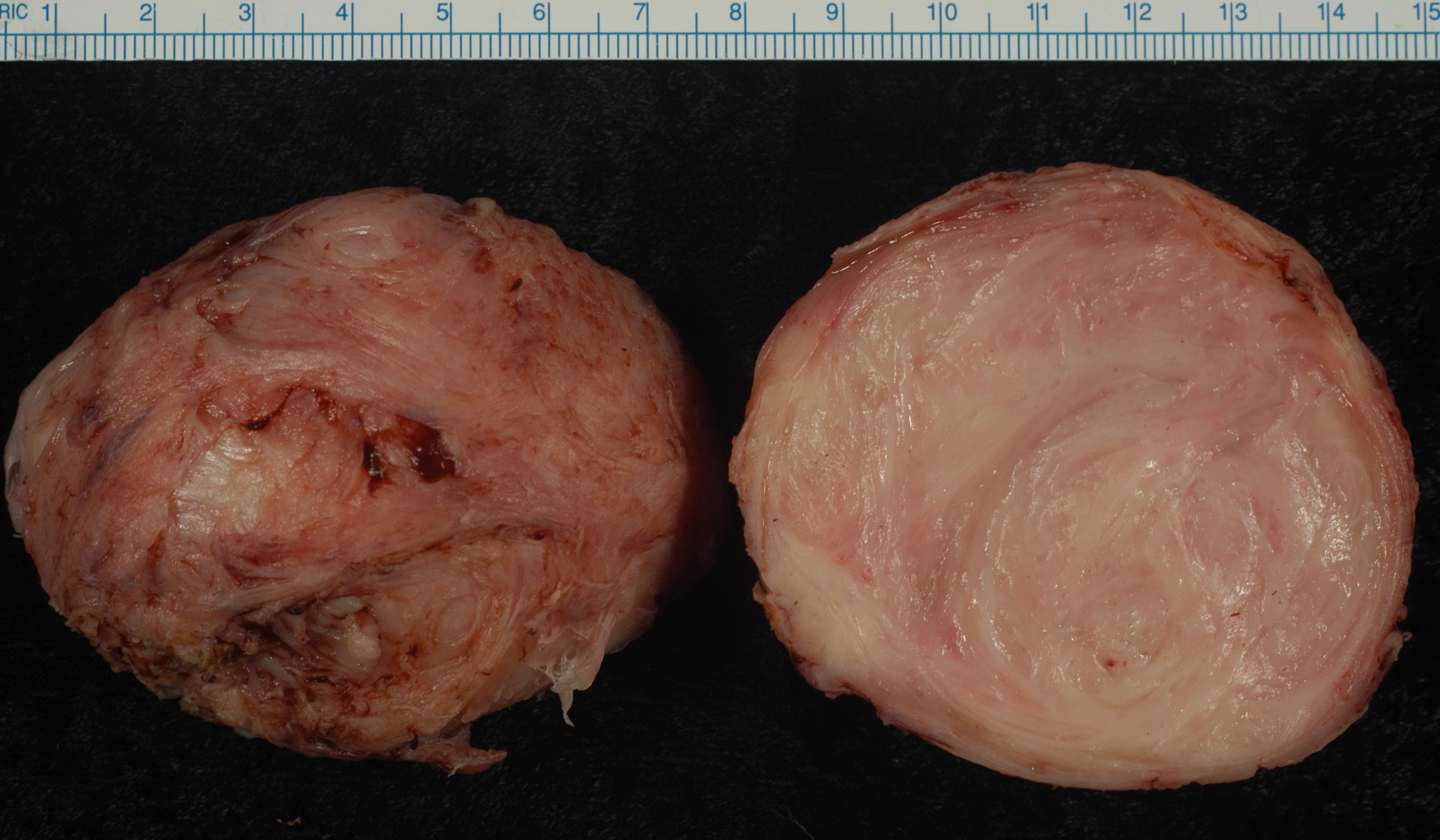
Léiomyome utérin simple (en coupe, après extraction chirurgicale)

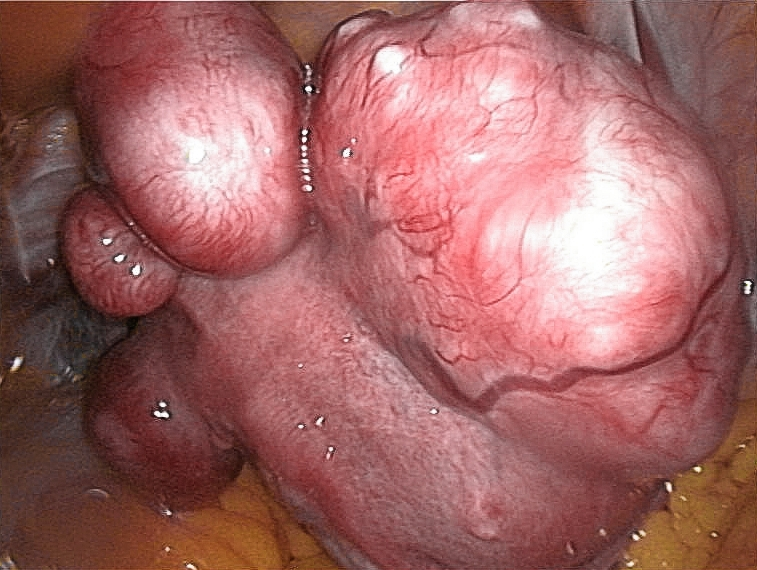
Léiomyome utérin multiple

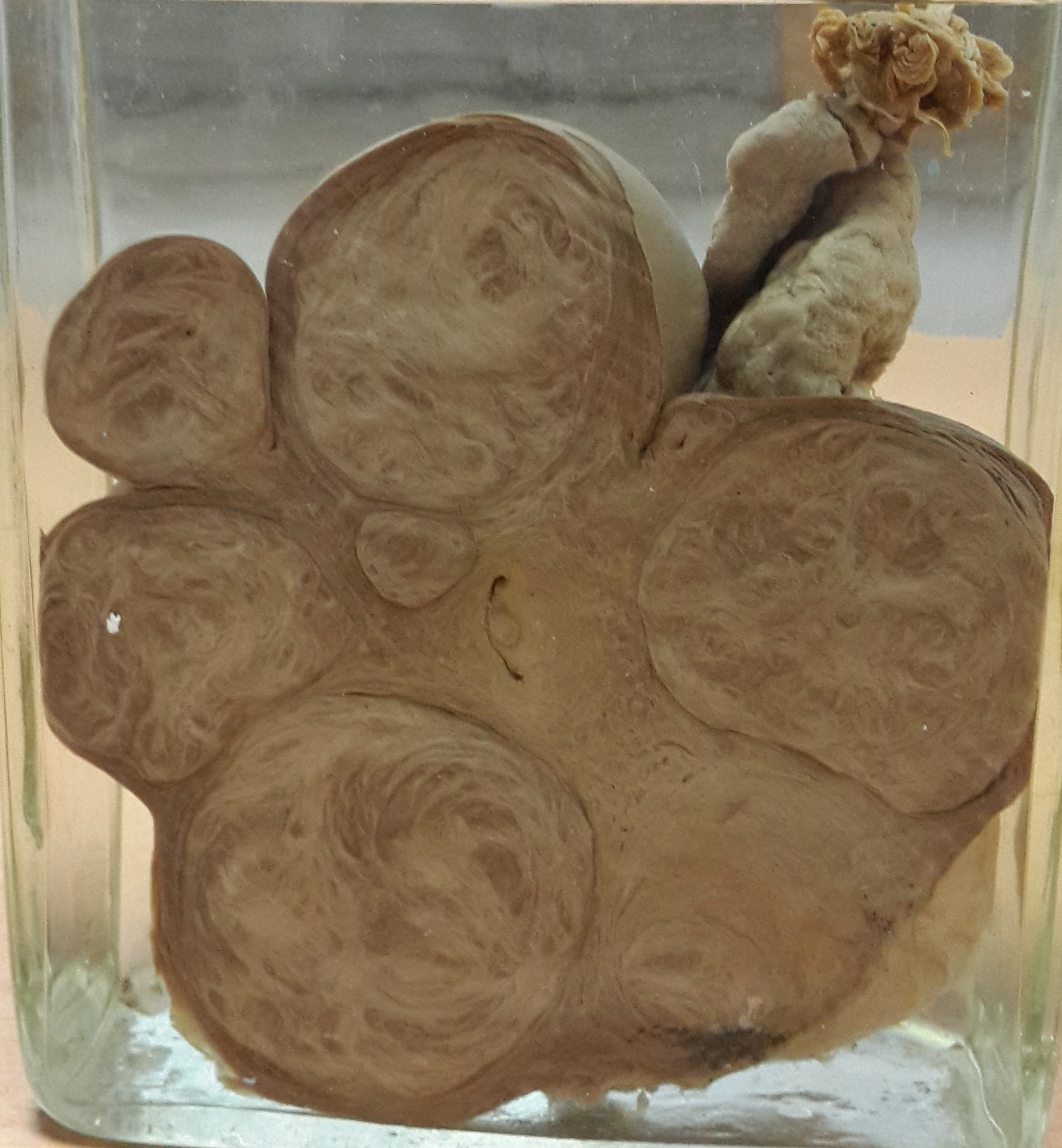
Léiomyome utérin multiple, en coupe

Avec le rhabdomyome, il constitue le groupe des « myomes ».

## Localisation
Le léiomyome peut théoriquement survenir sur tous types de muscle lisse. La littérature évoque notamment l'œsophage, le muscle utérin, (pouvant poser un problème en cas de grossesse et cause majeure d'hystérectomie au moment de la préménopause) et ovarien ainsi que l'œil (corps ciliaire,), la peau et les muqueuses, et des muqueuses qui peuvent toucher la voie urinaire ou le mamelon et plus exceptionnellement la vessie de la vulve, ou l'intérieur du testicule.

## Épidémiologie
Il existe des cas héréditaires et familiaux, laissant supposer dans ce cas une composante ou prédisposition génétique,,.